# یوسف دیبایی
یوسف دیبایی (زاده ۱۳۳۵ خورشیدی در گنبد کاووس) نوازنده و سازنده سازهای سنتی ترکمنی است. از وی به عنوان هنرمند پیش‌کسوت در چهارمین جشنواره فرهنگ اقوام ایران زمین تجلیل شده‌است.
وی در جشنواره بیستم موسیقی فجر در بخش پژوهش موسیقی نواخته‌است.
وی در فیلم سینمایی سکوت به کارگردانی محسن مخملباف نقشی داشته‌است.